# بوروفسکوی (قزاقستان)
بوروفسکوی (به قزاقی: Borovskoy) یک منطقهٔ مسکونی در قزاقستان است که در شهرستان مندی‌قره واقع شده‌است. بوروفسکوی ۹٬۴۳۴ نفر جمعیت دارد.